# Droga krajowa B47 (Austria)
Droga krajowa B47 (Lundenburger Straße)  - droga krajowa we wschodniej Austrii. Arteria zaczyna się na skrzyżowaniu z B7 w miejscowości Wilfersdorf i biegnie na północ do dawnego przejścia granicznego z Czechami, gdzie spotyka się z czeską drogą krajową 55.